# Mariner Mark II

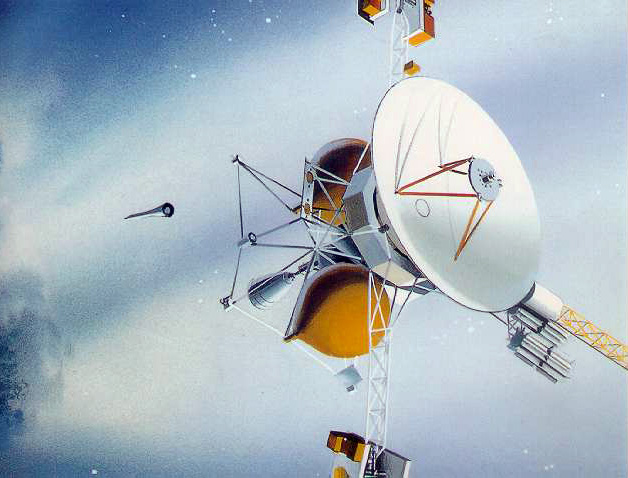
Une vue d'artiste de la sonde spatiale CRAF reposant sur une plate-forme Mariner Mark II.

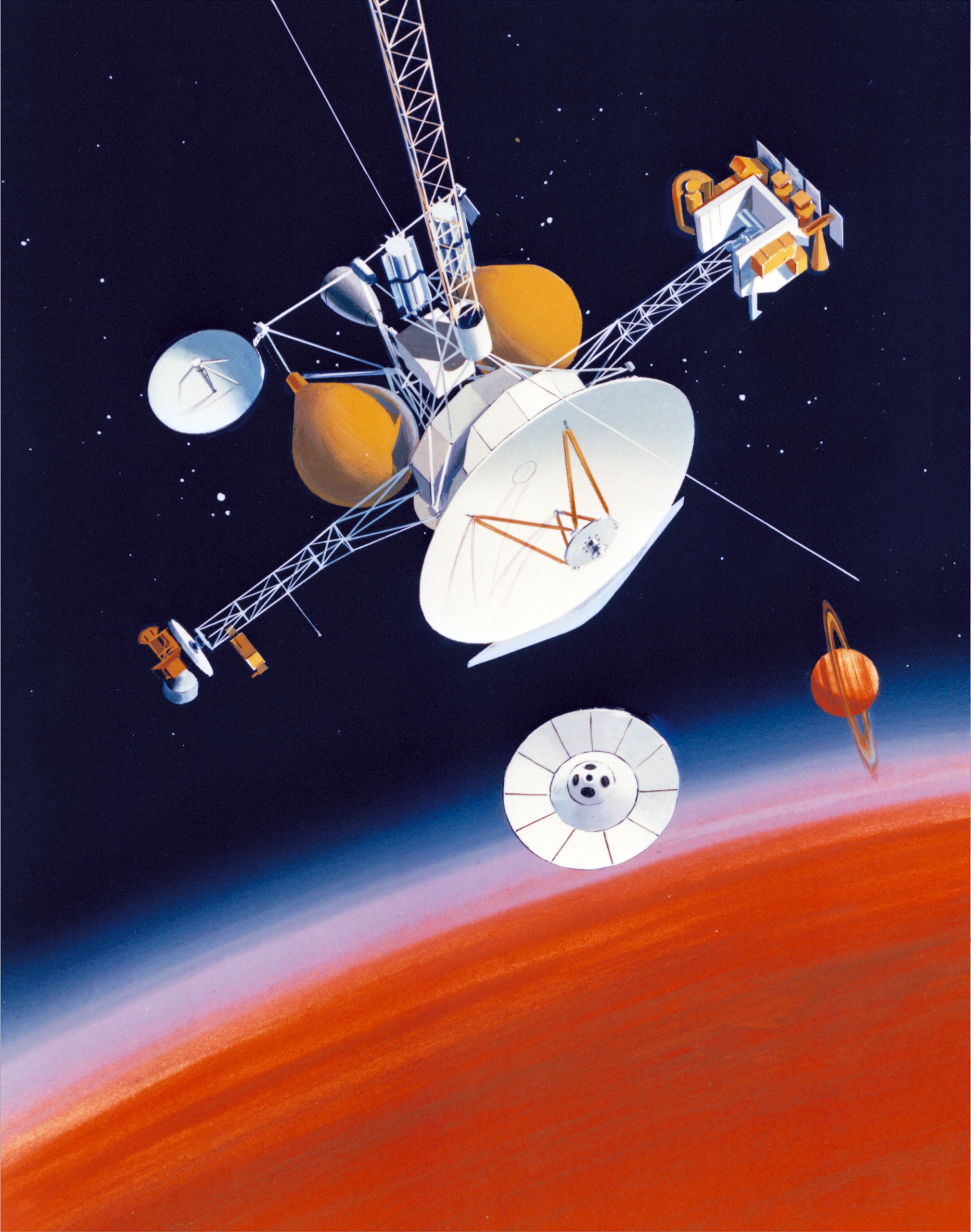
La sonde spatiale SOTP, ancêtre de Cassini-Huygens selon une vue d'artiste de 1988, utilise également une plate-forme Mariner Mark II.

Mariner Mark II est une plate-forme spatiale à coût modéré dérivée des sondes du programme Voyager qui doit être utilisée de manière générique à compter des années 1990 pour les missions vers les planètes supérieures notamment Comet Rendezvous Asteroid Flyby (CRAF) et Cassini-Huygens (Saturn Orbiter/Titan Probe). L'abandon de la mission CRAF et des réductions budgétaires en 1992-1993 mettent fin au développement de la plate-forme.

## Historique
Au milieu des années 1980, le centre Jet Propulsion Laboratory de la NASA, capitalisant sur les travaux du projet de mission de survol de la comète de Halley, définit une nouvelle mission d'étude d'une comète baptisée Comet Rendezvous Asteroid Flyby (survol d'astéroïde et rendez vous avec une comète) ou CRAF. Une sonde spatiale doit se placer en orbite autour du noyau d'une comète et lancer un pénétrateur sur la surface de celui-ci. Le JPL propose d'utiliser une plate-forme dérivée de celle utilisée par les sondes du programme Voyager. Baptisée Mariner Mark II, celle-ci est conçue pour être facilement reconfigurée pour d'autres missions vers les planètes extérieures ou les objets mineurs. Elle doit permettre un abaissement important des coûts de développement. Elle permet l'emport de plusieurs mâts et d'un magnétomètre, d'un générateur thermoélectrique à radioisotope (RTG) ainsi que de deux plates-formes orientables pour les instruments scientifiques, l'une permettant un pointage grossier et l'autre un pointage fin. Mariner Mark II est proposée pour un deuxième projet en cours d'élaboration à la même époque : la sonde Saturn Orbiter/Titan Probe (SOTP), qui est baptisée par la suite Cassini-Huygens, est une sonde spatiale destiné à se mettre en orbite autour de la planète géante Saturne. Pour CRAF, la plate-forme comporte en plus d'un générateur thermoélectrique à radioisotope (RTG) et un panneau solaire circulaire. La masse à vide atteint 1 450 kg et le satellite dispose d'un vaste réservoir pouvant emporter 4 tonnes d'ergols alimentant un moteur-fusée bi-ergols développé dans le cadre du programme Galileo. La structure de la plate-forme Voyager, trop lourde pour le lanceur, est remplacée par une structure allégée développée pour la sonde Galileo.
En 1988, les projets Cassini et CRAF sont désormais bien avancés et l'agence spatiale américaine (NASA) propose leur prise en charge dans le budget 1990 sous forme d'un programme unique. Le budget est accordé : CRAF doit être lancé en août 1995 et sa cible est la comète Kopff. Pour réduire le coût des missions Cassini et CRAF, le module de propulsion est optimisé pour les besoins de CRAF tandis que l'antenne grand gain l'est pour ceux de Cassini. Mais au cours du développement le projet prend du retard et il faut repousser le lancement en 1996. En 1991, le Congrès américain réduit fortement le budget alloué au projet commun CRAF/Cassini. Dans un premier temps, la NASA réagit en repoussant le lancement de  CRAF à 1997, mais en 1992 la Maison-Blanche demande à la NASA d'abandonner une des deux sondes spatiales car le coût prévisionnel de la plate-forme Mariner Mark II atteint désormais 1,85 milliard de dollars américains à la suite des nombreux remaniements dont elle est l'objet. CRAF est sacrifiée pour plusieurs raisons. Les partenaires européens du projet Cassini font pression pour que le projet se poursuive alors que l'Allemagne seule partenaire de la NASA pour CRAF est soulagée par l'abandon de ce projet coûteux alors qu'elle fait face au coût énorme de la réunification allemande. Par ailleurs, l'abandon de Cassini oblige à renoncer à une conjonction planétaire qui ne se reproduit que tous les 20 ans (alignement de Jupiter et de Saturne). L'abandon du projet CRAF met fin au développement de la plate-forme Mariner Mark II. Mais le développement de la plate-forme commune Mariner Mark II, qui ne se justifie plus dans ce nouveau contexte, ne survit pas à cette annulation.

### Sources
- (en) Paolo Ulivi et David M. Harland, Robotic Exploration of the Solar System Part 2 Hiatus and Renewal 1983-1996, Chichester, Springer Praxis, 2009, 535 p. (ISBN 978-0-387-78904-0)Description détaillée  des missions (contexte, objectifs, description technique, déroulement, résultats) des sondes spatiales lancées entre 1983 et 1996.